# (500179) 2012 FL47
(500179) 2012 FL47 es un asteroide perteneciente al cinturón de asteroides, descubierto el 26 de febrero de 2012 por el equipo del Spacewatch desde el Observatorio Nacional de Kitt Peak, Arizona, Estados Unidos.

## Designación y nombre
Designado provisionalmente como 2012 FL47.

## Características orbitales
2012 FL47 está situado a una distancia media del Sol de 2,345 ua, pudiendo alejarse hasta 2,846 ua y acercarse hasta 1,844 ua. Su excentricidad es 0,213 y la inclinación orbital 5,834 grados. Emplea 1311,84 días en completar una órbita alrededor del Sol.

## Características físicas
La magnitud absoluta de 2012 FL47 es 17,8.